# Pierre Souvestre
Pierre Souvestre (* 1. Juni 1874 in Plomelin, Quimper, Finistère, Bretagne, Frankreich; † 26. Februar 1914) war ein französischer Rechtsanwalt, Journalist, Schriftsteller, Organisator von Motorsportanlässen und einer der ersten Automobilhistoriker. Bekannt ist er als Koautor (mit Marcel Allain) der Saga um den fiktionalen Erz-Bösewicht und Meisterkriminellen Fantômas.
Durch seine Mitarbeit in den Gremien, welche Wettfahrten organisierten, kannte Souvestre viele Persönlichkeiten der gerade entstehenden Automobilindustrie. Bereits 1907 veröffentlichte er mit La Histoire de l'Automobile das wahrscheinlich erste Werk zur Automobilgeschichte.
Im Jahre 1909, als er in literarischen Kreisen bereits eine wohlbekannte Figur war, startete er in Zusammenarbeit mit seinem Assistenten Allain die erste Novelle, Le Rour. Der Ermittlungsbeamte Germain Fuselier, der später immer wieder in der Fantômas-Serie auftaucht, erscheint bereits in dieser Novelle.
Später, im Februar 1911, begannen Allain und Souvestre, auf Anfrage ihres Herausgebers Arthème Fayard, Fantômas als Buchserie zu produzieren.
Fayard wollte ein monatliches Pulp-Magazin erzeugen. Der Erfolg war sofort gegeben und hielt auch an.
1914 starb Souvestre an einer Lungenstauung.
Nach seinem Tod führte Allain die Fantômas-Sage ab 1925 alleine weiter.

## Bibliografie
- Pierre Souvestre: La Histoire de l'automobile. H. Dunod et E. Pinat, Éditeurs, Paris VI, 1907.

### Gemeinsame Bücher mit Marcel Allain
- 1908 – Le Rour
- 1911–1913 – 32 der 43 Fantômas-Bücher (siehe Fantômas)